# قنومة حصانية
قنومة حصانية (الاسم العلمي:Mormyrus caballus) هي نوع من الأسماك تتبع جنس القنومة من فصيلة الأسماك القنومية.